# Heinrich Schwarz
Heinrich Schwarz (14. června 1906 Mnichov – 20. března 1947 Sandweier) byl německý důstojník SS a válečný zločinec v hodnosti SS-Hauptsturmführera, mj. velitel koncentračního tábora Auschwitz III (Monowitz) v letech 1943–1945.

## Život
Absolvoval 8 tříd obecné školy. Vyučil se tiskařem. V roce 1931 vstoupil do NSDAP (č. 786871) a a SS (č. 19691). 
Po vypuknutí 2. světové války nastoupil k Waffen-SS a byl přidělen do služby v KL Mauthausen. V listopadu 1941 byl převelen do KL Auschwitz - Birkenau, kde vedl oddělení pracovního nasazení vězňů (Arbeiteinsatz). Od 18. srpna do 11. listopadu 1943 byl vedoucím tábora Auschwitz I (Lagerführer). Po rozdělení tábora byl jmenován velitelem Auschwitz III až jeho evakuace v lednu 1945. Od února do dubna 1945 působil jako velitel koncentračního tábora Natzweiler-Struthof.
Po skončení války byl souzen francouzským válečným tribunálem a 1. února 1947 odsouzen k trestu smrti. Rozsudek byl vykonán popravčí četou 20. března 1947 v obci Sandweier, která je nyní městskou částí Baden-Badenu.
Franz Unikower, který Auschwitz přežil, o Schwarzovi řekl: „Byl náladový a nepředvídatelný a báli se jej jak vězni, tak příslušníci SS. Má na svědomí mnoho vězňů. Schwarz byl jedním z nejhorších velitelů tábora.“